# Elias Kiianmies
Karl (Kaarlo) Elias Kiianmies, fram till 1934 Kyander, född den 13 juli 1891, död 21 maj 1959 i Tammerfors, var en finsk tonsättare samt kör- och orkesterledare.
Elias Kiianmies var son till kyrkoherden i Pielisjärvi, prosten Ernesti Kustaa Kyander (1852–1925) och Emma Helena Heikel (1858–1931). Han ingick äktenskap 1917 med farmaceuten Aili Brander (1894–1986).
Elias Kiianmies fick sin musikaliska grundutbildning 1909–1910 vid Helsingfors filharmoniska sällskaps orkesterskola.  Från 1914 studerade han sång och musikteori vid konservatoriet i Sankt Petersburg. Emellertid samverkade världspolitik och privatliv i att bromsa hans studier. Februarirevolutionen 1917, under vilken han enligt familjetradition befann sig i den ryska huvudstaden, och den följande Oktoberrevolutionen samma år försvårade fortsatta studier, liksom Finlands självständighetsförklaring från Ryssland 1917 och det blodiga Finska inbördeskriget 1918. I privatlivet innebar ett ingånget äktenskap 1917 med två barn födda i rask följd 1918 och 1919 helt nya ansvarstaganden. För en tid studerade Elias Kiianmies farmakologi utan att fullborda någon examen. 1925 erhöll han dock slutbetyg från Helsingfors kyrkomusikläroverk, och publicerade samma år en handfull verk för solosång och piano på Fazers musikförlag. Han fortsatte med studier i komposition vid Helsingfors konservatorium 1926, under professorerna Erkki Melartin och Selim Palmgren. 1927 studerade Elias Kiianmies återigen vid konservatoriet i Sankt Petersburg, denna gång enskilda studier under professorerna Aleksandr Glazunov och Maksimilian Steinberg.
1929 anställdes Elias Kiianmies (då ännu med efternamnet Kyander) som Tammerfors orkesters (från 1947 Tammerfors stadsorkester) första konstnärliga ledare. Han satte samman orkestern första ensemble och ledde den 1930-1932. Under hela sin yrkeskarriär ledde han ett stort antal körer, såväl mans-, dam- och blandade körer, bland dessa Tampereen Työväenyhdistyksen Mieskuoro (Tammerfors arbetareförenings manskör) åren 1929-1945 samt dess motsvarande damkör 1935-1954.
Elias Kiianmies komponerade ett större antal verk, huvudsakligen för solosång med piano- eller orgelackompanjemang samt körverk, vilka utgör åtminstone 34 opusnummer. Därtill utgav han som redaktör sångsamlingar främst för barn och ungdom. Elias Kiianmies vokalmusik är sparsamt utgiven på skiva, under senare år även på CD i kompilationer med annan körmusik. Hans musik är präglad av ett senromantiskt tonspråk och känsloläge, men med känslighet för hur texternas innehåll speglas genom tonlyriken. Han samarbetade återkommande med diktaren Guy Topelius.
Elias Kiianmies var bror till arkitekten Veikko Kyander. Hans syster Elli (1881–1917) var gift med Zachris Castrén, finsk liberal politiker, riksdagens talman och förkämpe för folkupplysning och åsiktsfrihet.
I likhet med många andra i Finland valde Elias Kiianmies att förfinska sitt finlandssvenska efternamn 1934.